# Suécia moderna do pós-guerra
Este período da História da Suécia começa em 1945 e vai até aos nossos dias, podendo ser dividido em três partes:

- 1945-1960 O pós-guerra (Efterkrigstiden)
- 1960-1976 Os Grandes Anos (Rekordåren)
- 1976- O Esgotamento do Estado Social Forte

Ao terminar a Segunda Guerra Mundial, e não havendo mais necessidade de um governo de coligação nacional, o Partido Social-Democrata iniciou um período de hegemonia governamental até 1976, com exceção dos anos 1951-1957 em que esteve coligado com o Partido Agrário, antecessor do atual Partido do Centro.

Com o fim das hostilidades, a Suécia transformou a sua economia de consumo interno numa economia industrial de exportação, virada para uma Europa em ruínas e com grande necessidade de consumo e reconstrução. O PNB do país duplicou entre 1939 e 1960.

O estado social foi implantado e uma série de grandes reformas sociais foram implementadas pelos sociais-democratas, paralelamente com um crescimento económico intensivo e uma ampliação do papel do estado.

Na década de 70, o estado social e a economia sueca cessaram o seu avanço rápido devido à crise do petróleo e à crescente concurrência internacional, tendo o Partido Social-Democrata perdido o seu predomínio e passado a alternar no poder com os partidos de centro-direita.

Nos anos 90, a Suécia foi atingida por uma crise económica e financeira, sem precedentes nos tempos modernos, com crescimento negativo e défice do estado. Os sucessivos governos de centro-esquerda e centro-direita encetaram então reformas do estado e introduziram restrições orçamentais, reduzindo o défice orçamental e relançando o crescimento económico.

Em 1994, teve lugar um referendo sobre a União Europeia, que deu a vitória ao Sim com 52%, passando a Suécia a ser membro da união a partir de 1995.

Em novo referendo, em 2003 sobre a adesão ao Euro, a vontade dos suecos resultou num Não com 56%, ficando a Suécia fora da moeda comum, e mantendo a coroa sueca.

A crise financeira de 2008-2009 trouxe aumento do desemprego e alguma perturbação, mas o país mostrou capacidade de resiliência.

## Monarcas da Suécia: 1945-

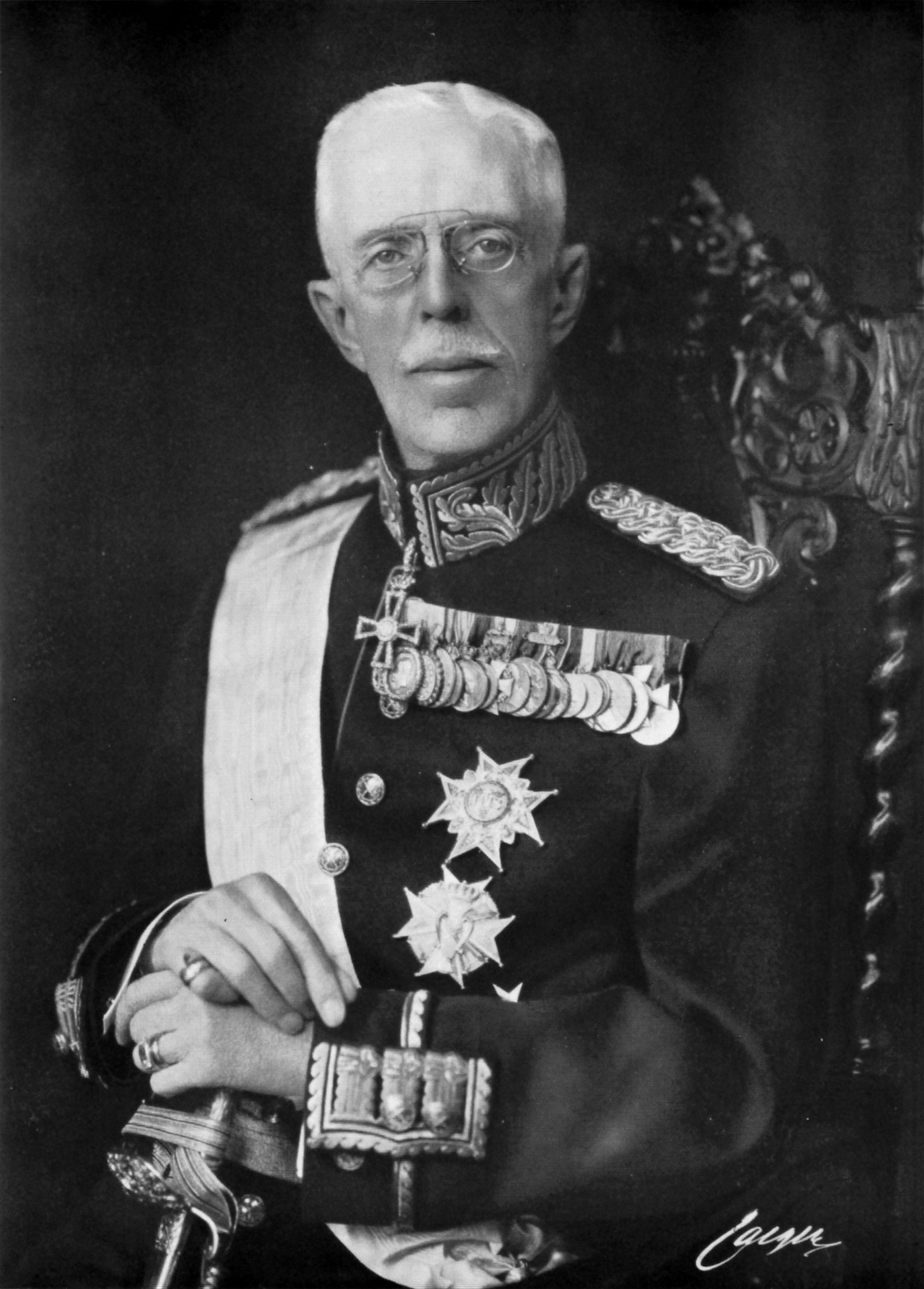
1907-1950 Gustavo V
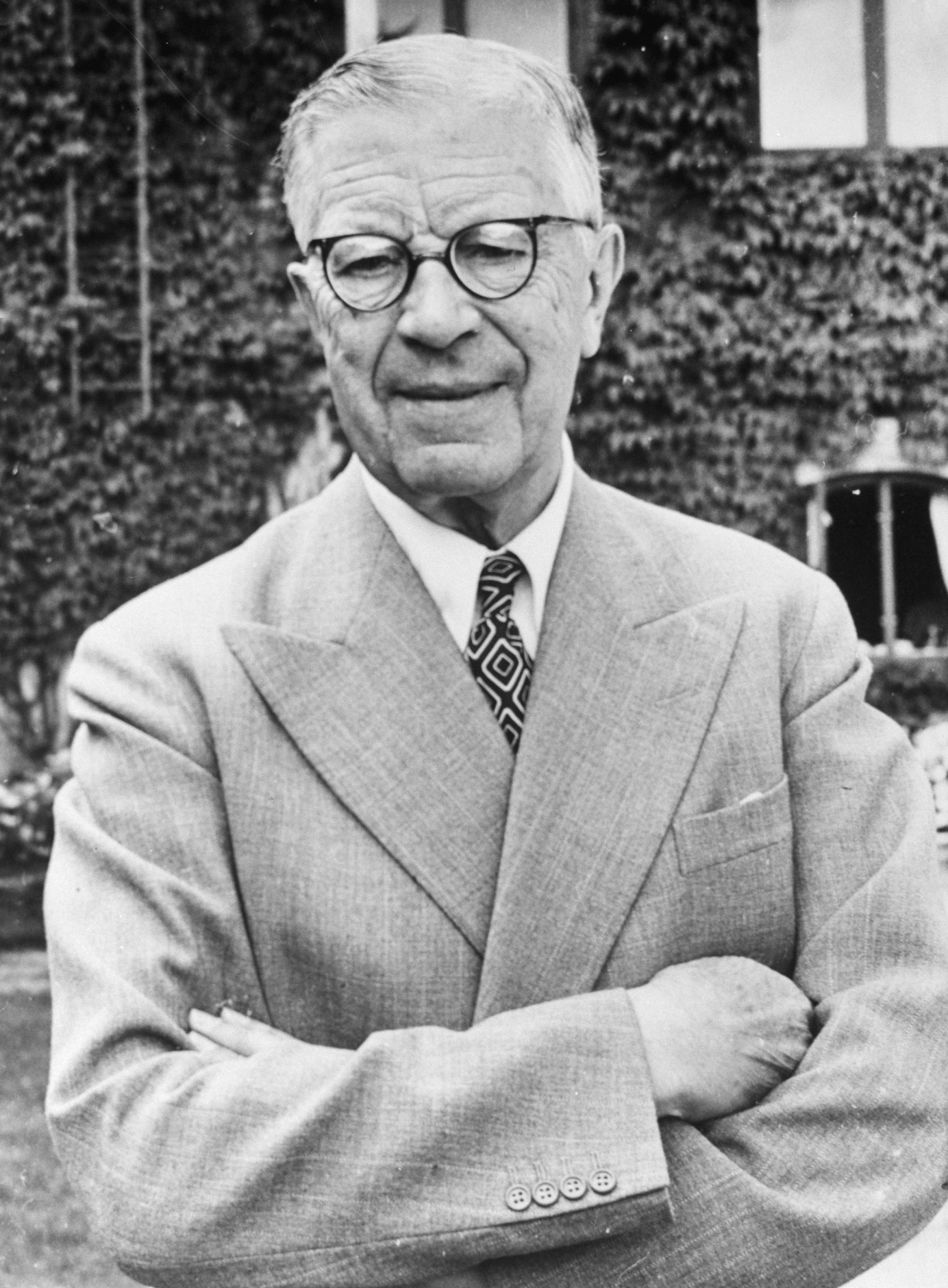
1950-1973 Gustavo VI Adolfo
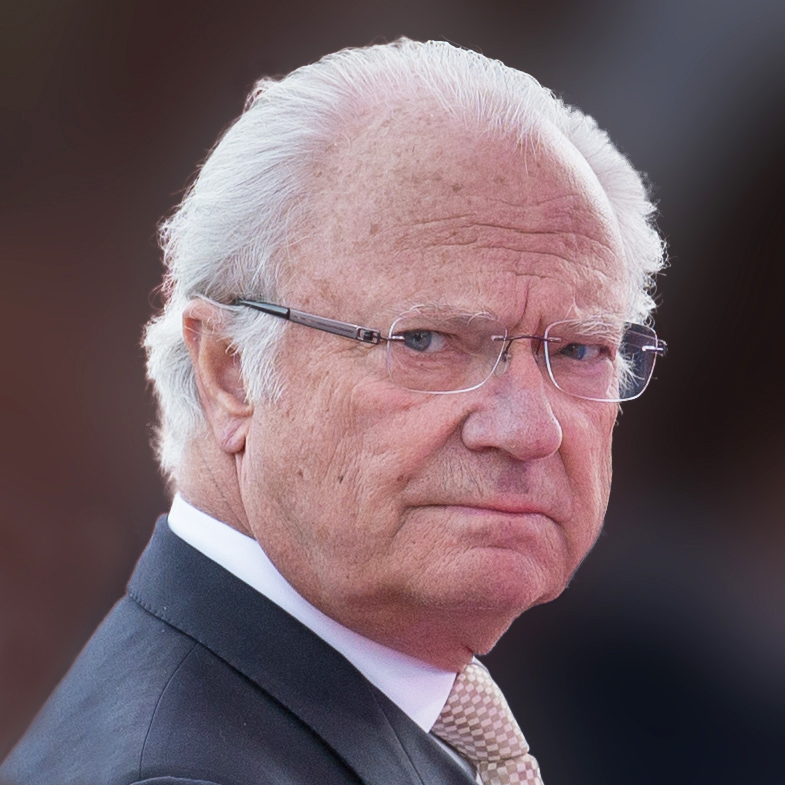
1973- Carlos XVI Gustavo

## Primeiros-ministros da Suécia: 1945-

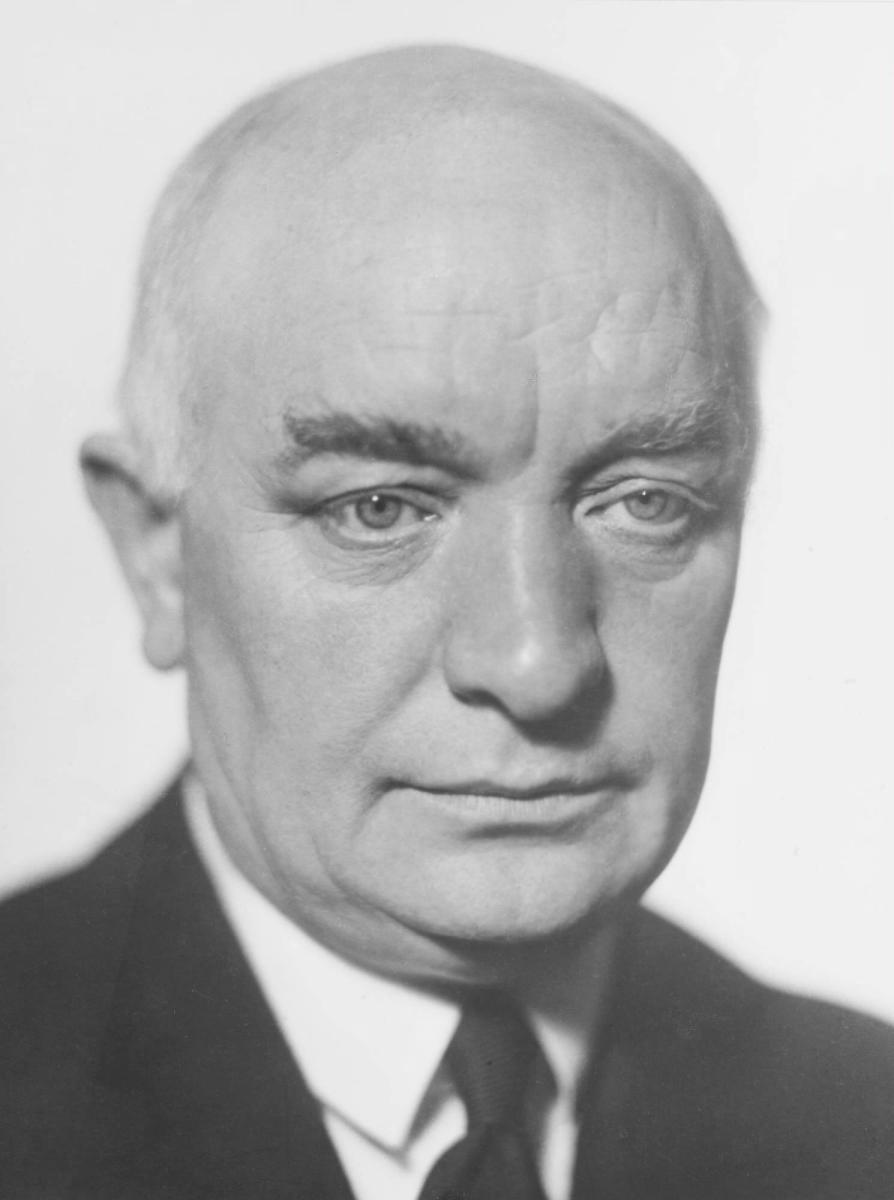
Per Albin Hansson 1936-1946
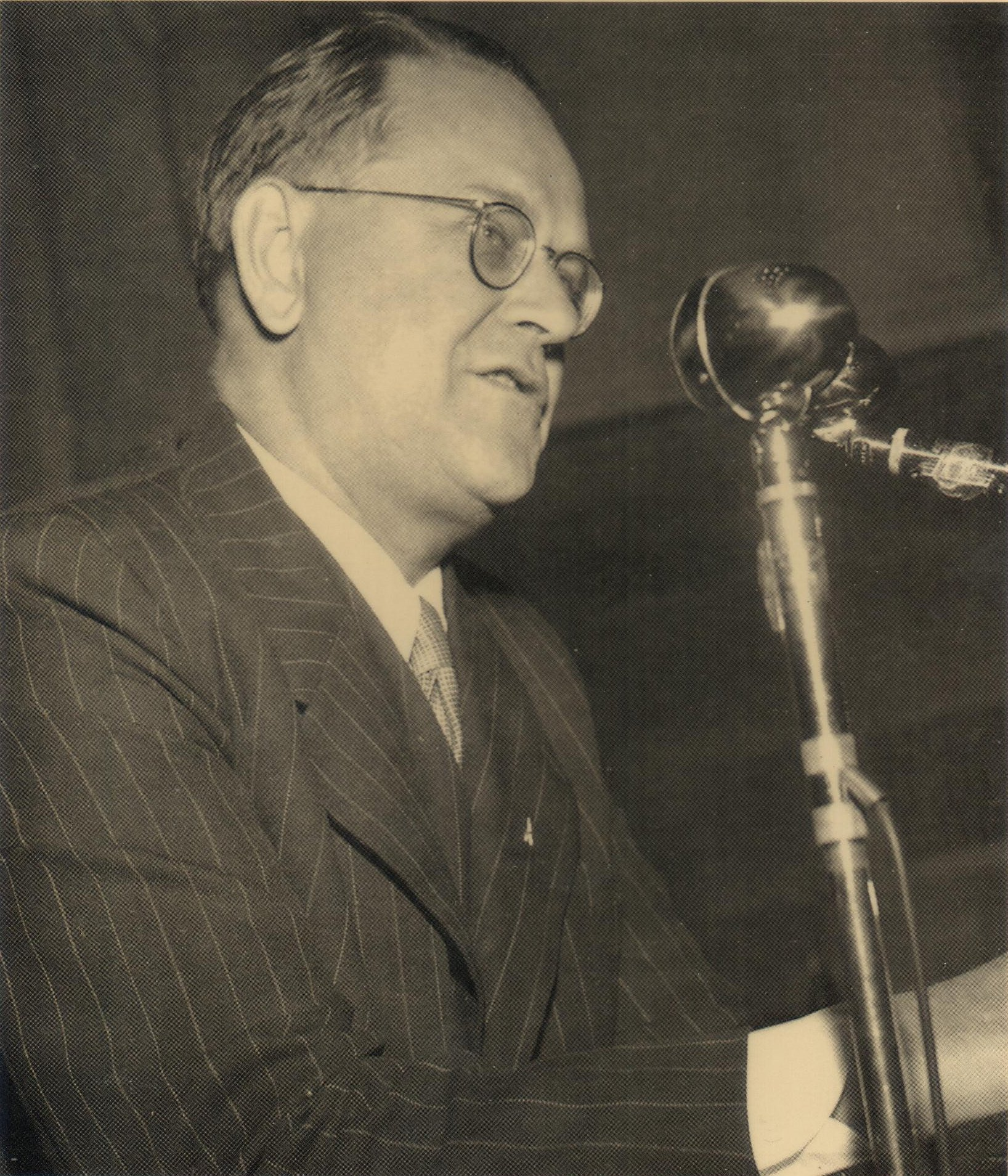
Tage Erlander 1946-1969
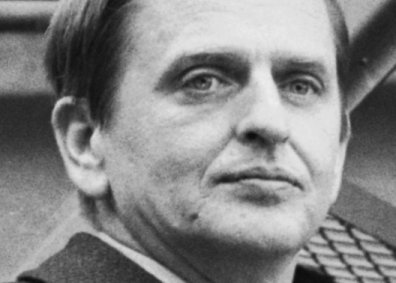
Olof Palme 1969-1976
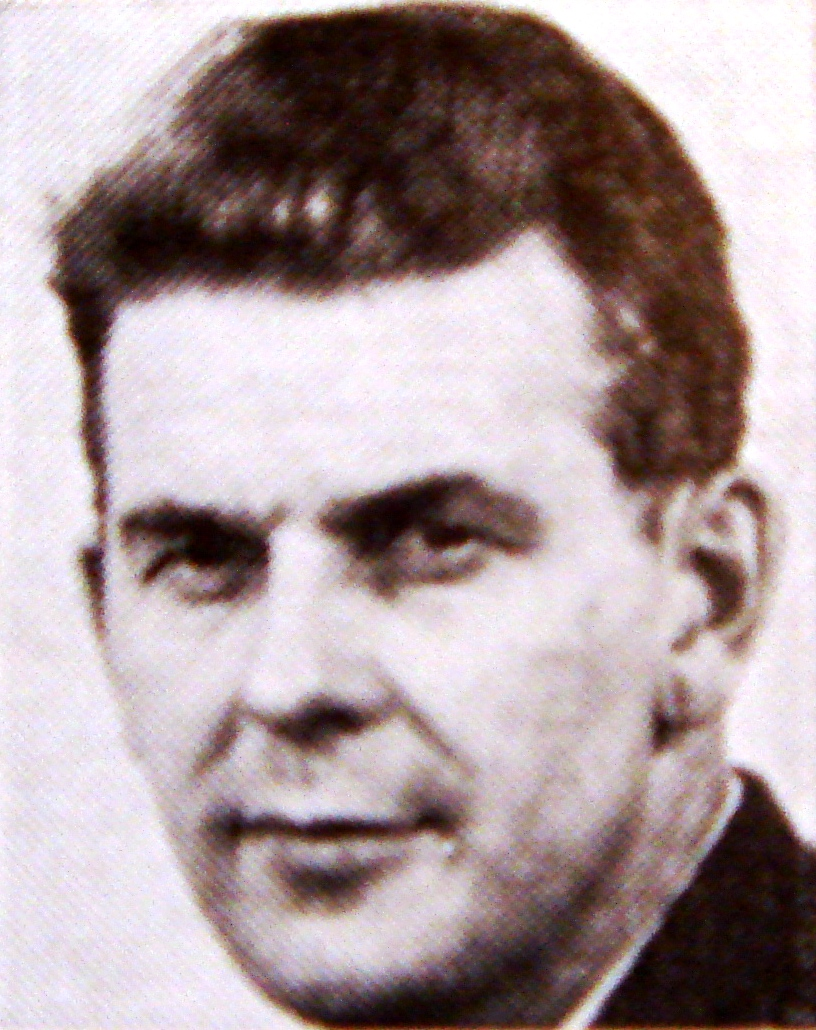
Thorbjörn Fälldin 1976-1978
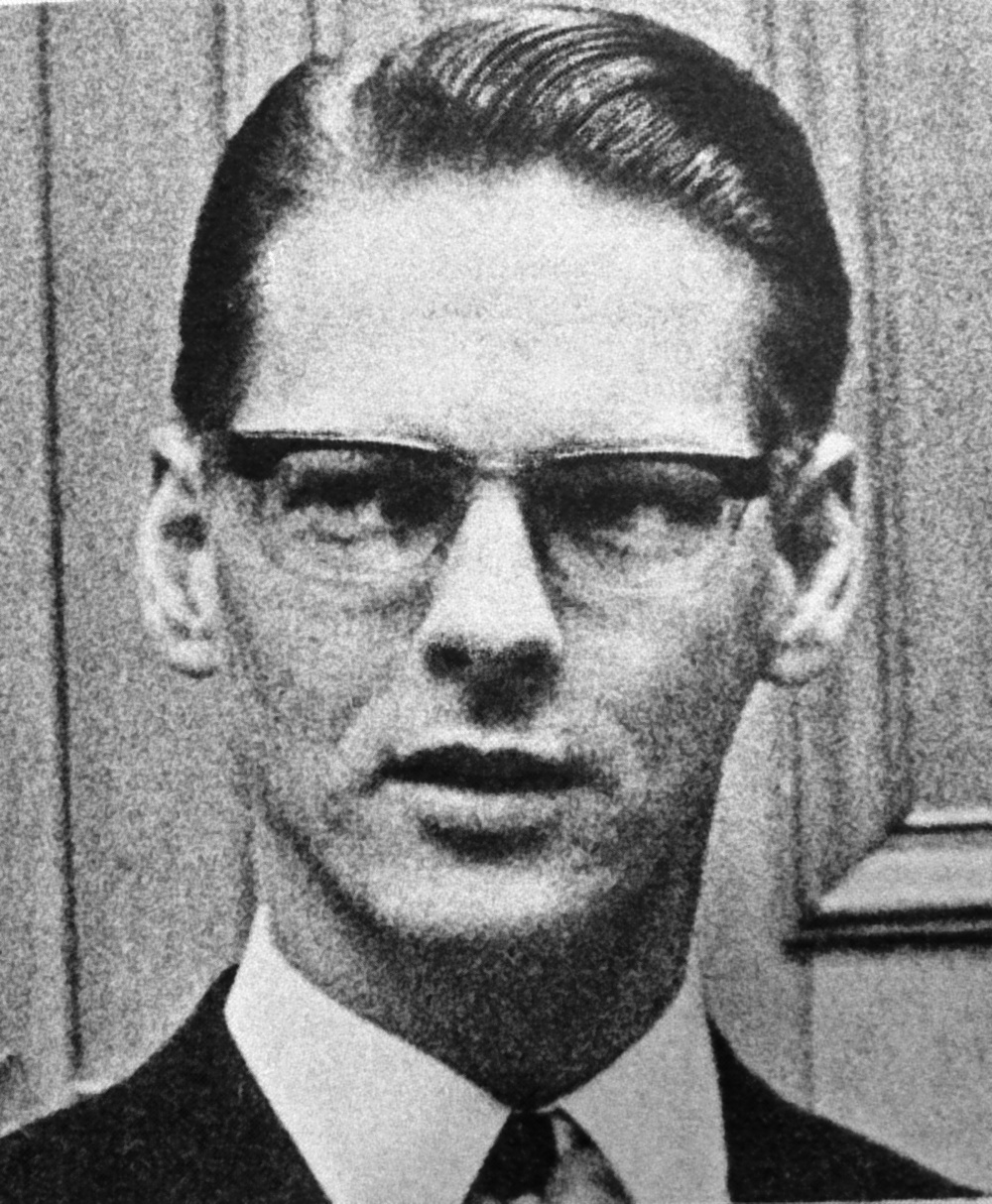
Ola Ullsten 1978-1979
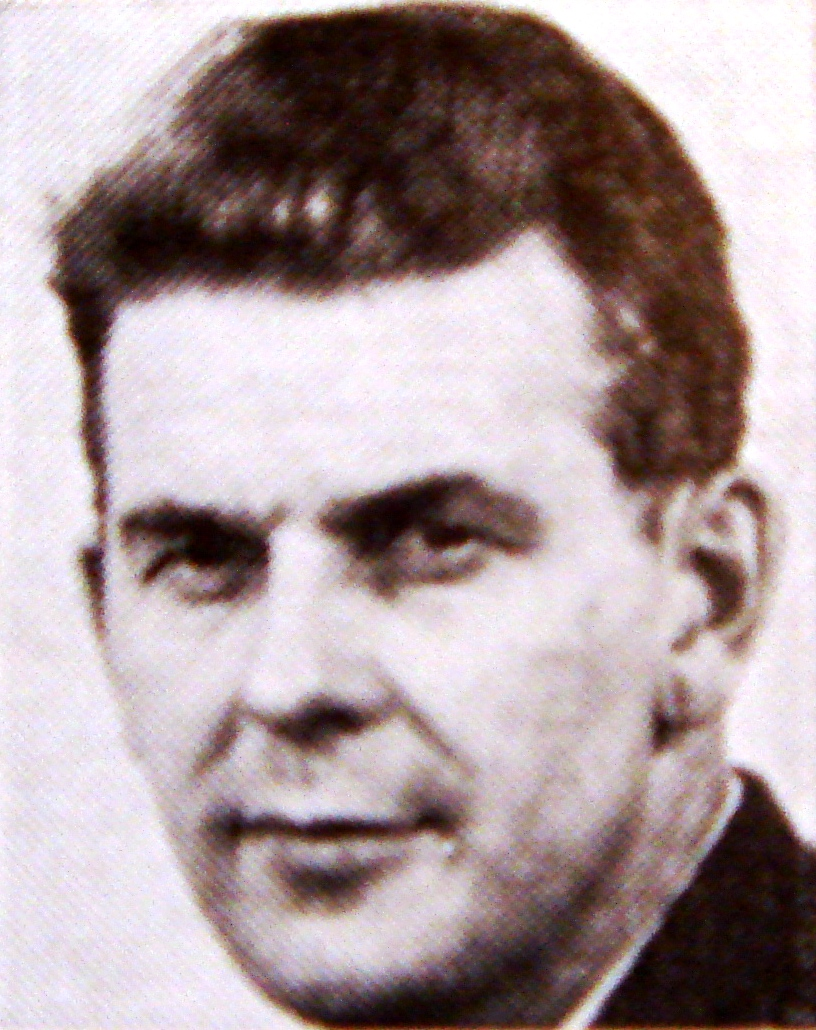
Thorbjörn Fälldin 1979-1982
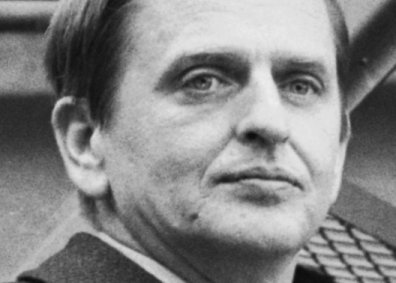
Olof Palme 1982-1986
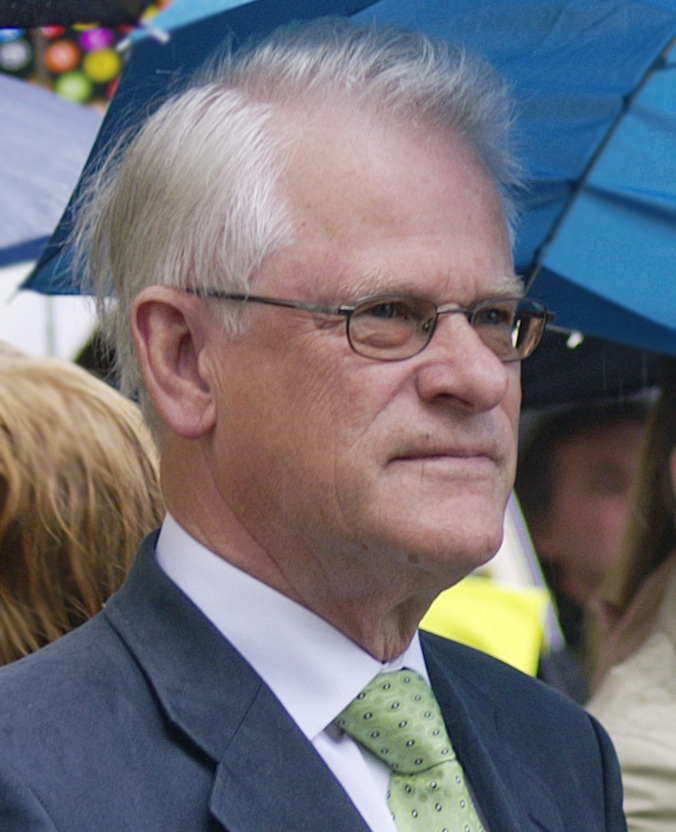
Ingvar Carlsson 1986-1991
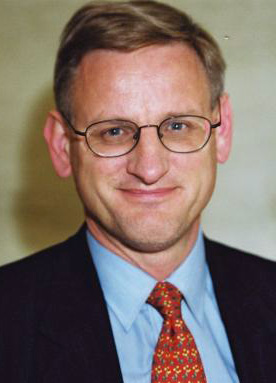
Carl Bildt 1991-1994
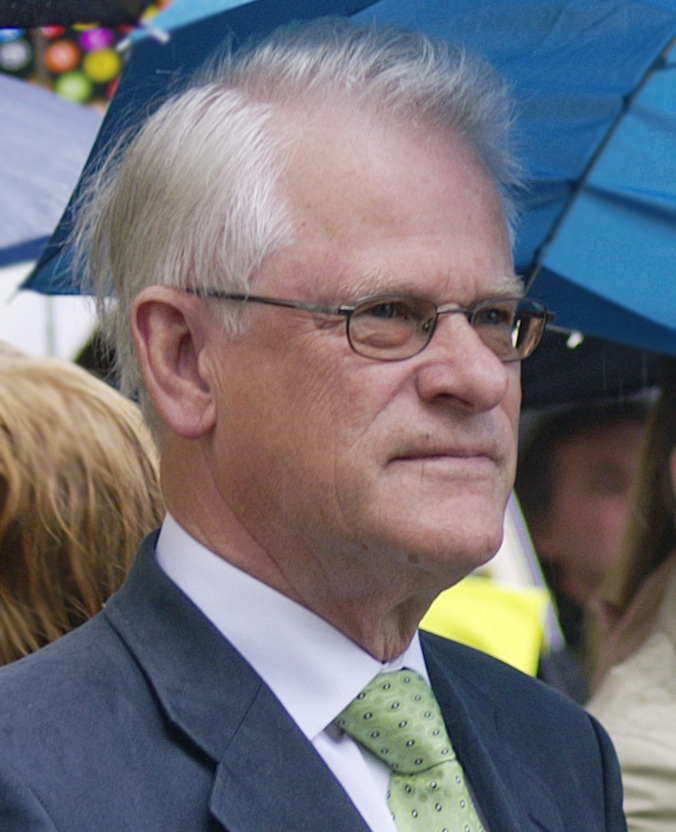
Ingvar Carlsson 1994-1996
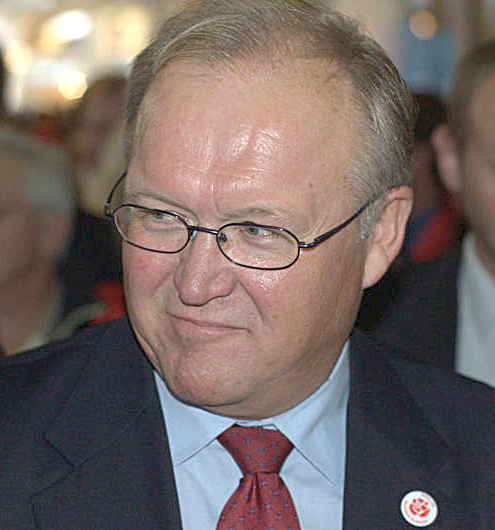
Göran Persson 1996-2006
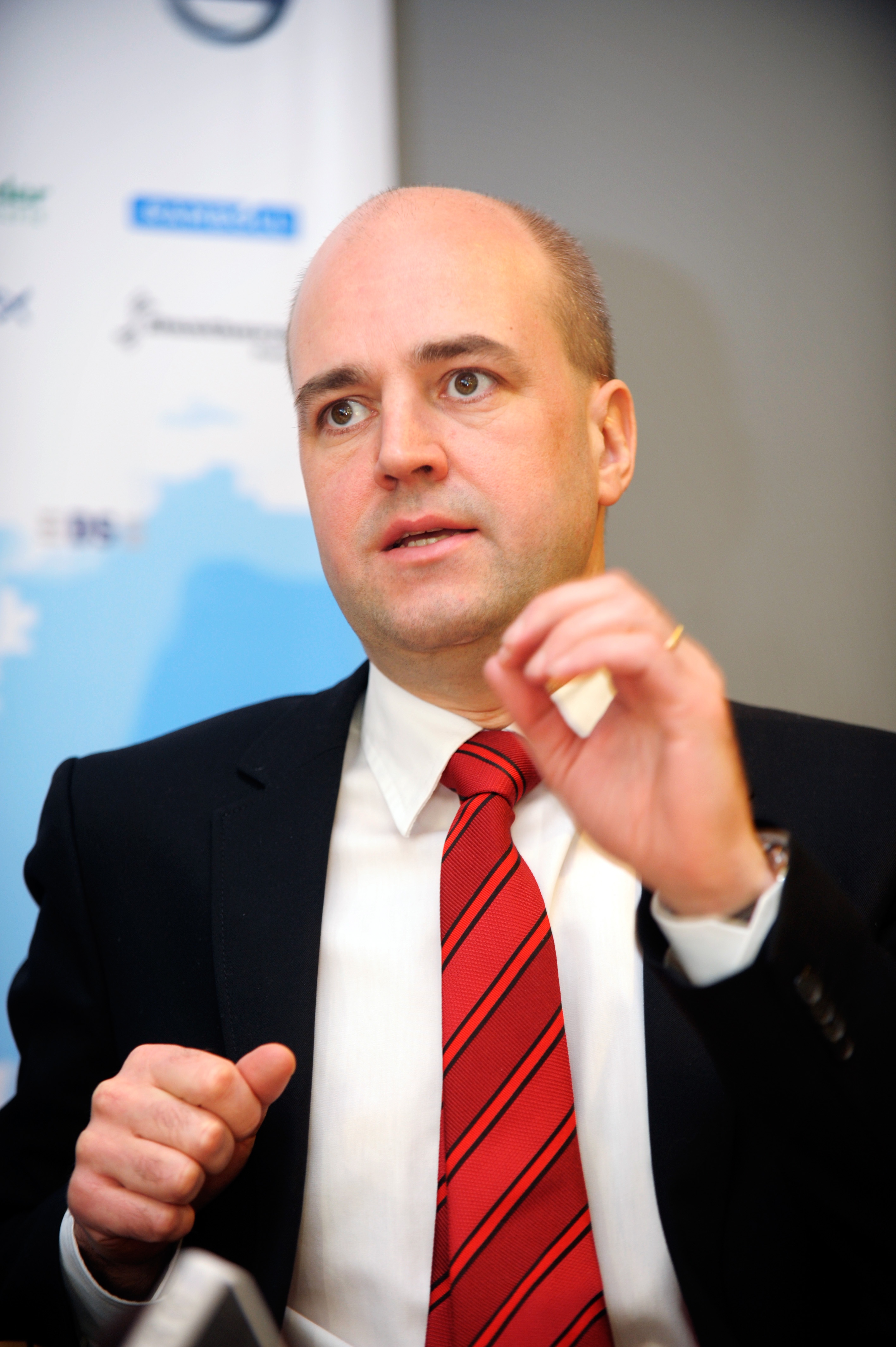
Fredrik Reinfeldt 2006-2014
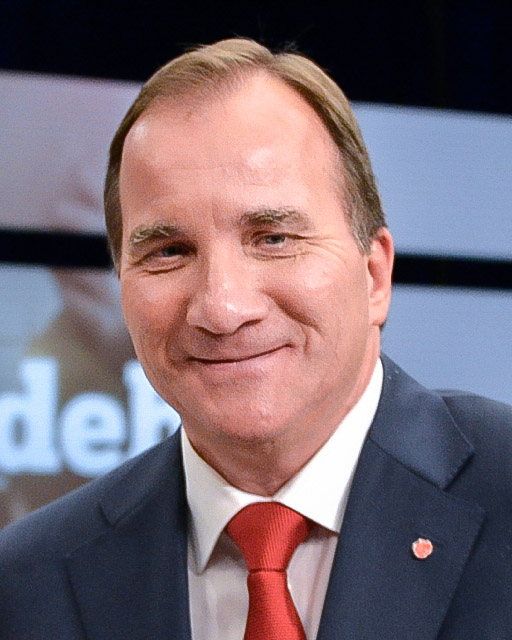
Stefan Löfven 2014-2021
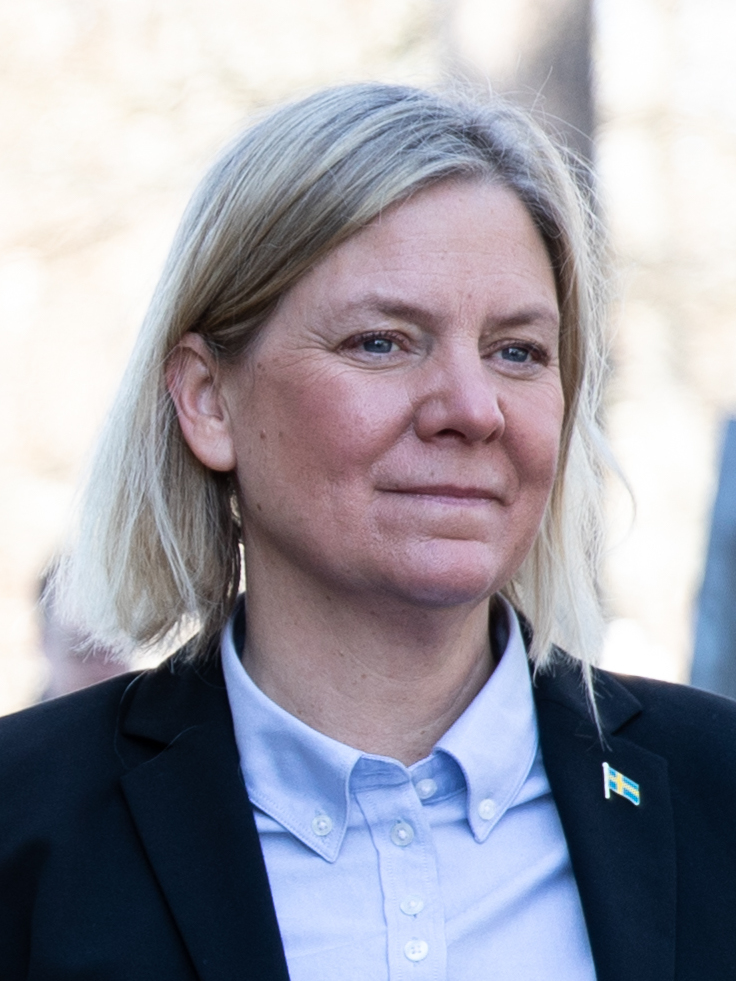
Magdalena Andersson 2021-2022
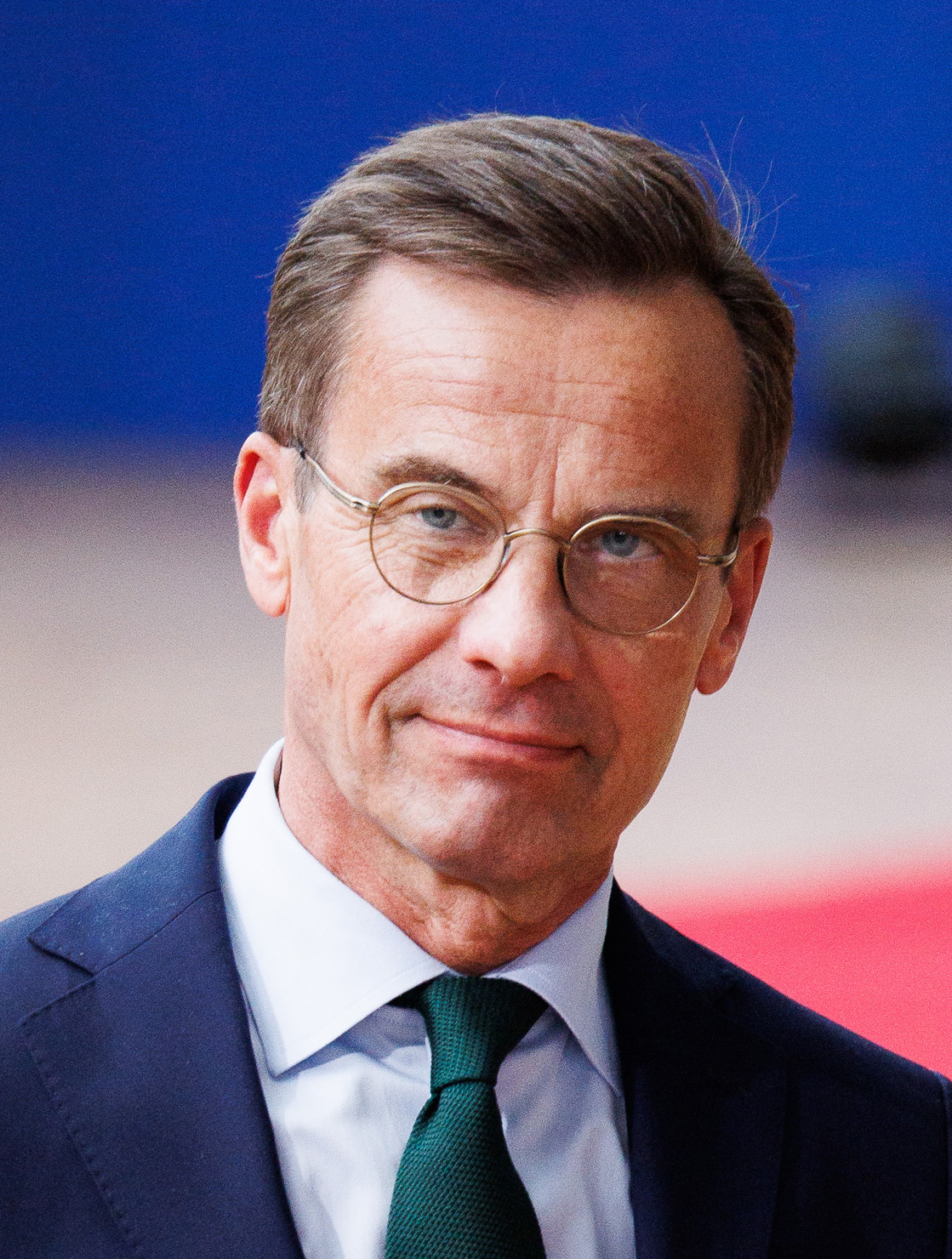
Ulf Kristersson 2022-